# Chaya-zaka Records
Chaya-zaka Records（ちゃやざか レコーズ）は、インディーズのレコードレーベル。
1983年～1992年まで活動していたチェッカーズのリードボーカルを担当した藤井フミヤとサックスを担当した藤井尚之が所属している個人事務所FFMが運営するレコードレーベルである。